# 翻譯 (生物學)

真核生物的信使RNA轉譯過程總覽

翻译过程

翻译（英語：Translation），是蛋白質生物合成（基因表达中的一部分，基因表达还包括转录）过程中的第一步。翻译是根據遺傳密碼的中心法則，将成熟的mRNA分子（由通过转录而生成）中「碱基的排列顺序」（核苷酸序列）解码，并生成对应的特定氨基酸序列的过程。但也有许多转录生成的RNA，如tRNA、rRNA和小核RNA等并不被翻译为氨基酸序列。
翻译的過程大致可分作三個階段：起始、延長、终止。翻译主要在细胞质内的核糖体中进行，氨基酸分子通过转运被带到核醣體上。生成的多肽链（即氨基酸链）需要通过正确折叠形成蛋白质，许多蛋白质在翻译结束后还需要进行翻译后修饰才能具有真正的生物学活性。
在原核生物的蛋白質合成中，通常可以使用某些抗生素（如茴香素、放线菌酮、氯霉素、四環黴素）来抑制或阻断翻译的进行；其基本原理是競爭性抑制作用或是共價结合而佔據了核糖体的活性位点。由于原核生物的核糖体结构与真核生物中的不同，这些抗生素可以特异性消灭感染真核宿主的原核生物而不会对宿主造成影响。

## 分子機制
的遗传信息是來自於，經由核糖体被各种tRNA所识别。可以识别上以三个核苷酸为代码的密码子，与它们相配的上的三个核苷酸被称为反密码子。带有特定反密码子的携带特定的氨基酸。因此通过轉譯机制，上的密码子就可以被“翻译”为对应的氨基酸。
氨基酸在參入到多肽鏈之前必須被活化，而氨醯tRNA是它的活化形式。 氨酰tRNA合成酶是催化氨基酸α-羧基与tRNA3'-羥基偶聯ATP水解而發生酯化反應結合在一起，從而活化氨基酸的酶。每活化1M的氨基酸，產生1M焦磷酸，等效於消耗2M的ATP。

## 原核翻译
原核生物没有细胞核，因此它们的在转录的同时就可以被翻译。假如在翻译时有多个核糖体同时工作的话，那么蛋白质的组成部分可以比较快地建成和连接到一起。

### 起始
轉译开始时，核糖体的一个小单位与的起始密码子结合，而細胞中的氨基酸被激活，和結合，而將氨基酸帶至核糖體。的起始密码子标志着上蛋白质的信息的开始位置。一般起始密码子的顺序是，不过在原核生物中有不少其它的码。细菌的蛋白质以一个改变了的N-甲酰甲硫氨酸（f-Met）开始。在甲酰甲硫氨酰中，胺基被一个甲酰代替而形成了一个酰胺，这个改变使得这个码无法与一个氨基酸相结合，但这不是问题，因为这个码标志着一个蛋白质的开始。在原核细胞中与核糖体的结合由一个被称为夏因-达尔加诺序列的基组导入，这个序列一般位于开始位置前8到13个核苷酸的地方。

### 延長
一个激活的进入核糖体的A位，上的反密碼子和上的密碼子進行互補鹼基配對，上的胸腺嘧啶(T)和上的腺嘌呤(A)配對;DNA上的腺嘌呤(A)和上的尿嘧啶(U)配對;而胞嘧啶(C)和鳥嘌呤(G)互相配對。上的編碼氨基酸。肽酰转移酶在邻近的氨基酸间建立一个肽键，此后在P位上的氨基酸离开它的与A位上的结合，核糖体则相对于向前滑动，原来在A位上的移动到P位上，原来在P位上的空的移动到E位上，然后在下一个进入A位之前被释放，將氨基酸遂一加上。这个过程被称为易位。

### 终止
以上的过程不断重复直到核糖体遇到三个終止密码子之一，翻译过程终止。相鄰的氨基酸在編碼後以肽鍵連接，產生多肽，多個多肽再透過氫鍵，離子鍵等弱鍵摺曲，形成有三維構象的蛋白质。同時蛋白质不再延长，一种模仿的蛋白质进入核糖体的A位将合成的蛋白质从核糖体内释放出来。

## 真核翻译
在真核细胞中转录是在细胞核中进行的，然后被运输到细胞质进行翻译。在运输过程中受到特别的结构的保护（五端帽與三端尾）。但需要注意的是，在真核细胞中粒線體和葉綠體中的轉錄與轉譯行為都與原核生物類似（参见內共生理論）。

### 起始
在真核细胞中核糖体与中的起始密码子结合，在真核生物和古细菌中起始密码子的码与甲硫胺酸的码相同，与甲硫胺酸相连的是核糖体的一个组成部分。
延长和终止的过程与原核细胞相似。

## 手动翻译
生物学家和化学家用手或计算机来模拟翻译过程来理解一个基因所编码的蛋白质的结构。
首先要从导出：
```
DNA -> RNA
 A  ->  U
 T  ->  A
 G  ->  C
 C  ->  G
```

然后将每三个码组合为一个密码子，最后察看表格将每个密码子转化为氨基酸。
这是蛋白质的氨基酸顺序。按照蛋白质内亲水和疏水部分的排列可以对蛋白质折叠方式作出一些推断。但要完全預測一个蛋白质的形状是相当不容易的。

## 延伸閱讀
- Champe, Pamela C; Harvey, Richard A; Ferrier, Denise R.  3rd. Hagerstwon, MD: Lippincott Williams & Wilkins. 2004. ISBN 0-7817-2265-9.
- Cox, Michael; Nelson, David R.; Lehninger, Albert L.  4th. San Francisco...: W.H. Freeman. 2005. ISBN 0-7167-4339-6.
- Malys N, McCarthy JE. . Cellular and Molecular Life Sciences. 2010, 68 (6): 991–1003. PMID 21076851. doi:10.1007/s00018-010-0588-z.

## 外部連結
- Virtual Cell Animation Collection: Introducing Translation （页面存档备份，存于）
- Translate tool (from DNA or RNA sequence) （页面存档备份，存于）